# Palca (Tarma)
Palca es una localidad peruana ubicada en el departamento de Junín, provincia de Tarma, distrito de Palca. Es asimismo capital del distrito homónimo. Se encuentra a 2 739 metros sobre el nivel del mar.

## Historia
Fundado el 2 de enero de 1857 por el presidente de la república Ramón Castilla.

## Alcalde
- Aurea Arias Limaymanta 2023-2026[4][5]

## Educación
Colegios
- IE Santo Domingo de Guzmán

## Festividades
Festividades y gastronomía de Palca.